# Guenzet
Guenzet (în arabă قنزات) este o comună din provincia Sétif, Algeria.
Populația comunei este de 3.541 de locuitori (2008).